# Leonardo Menjívar
Leonardo José Menjívar Peñate (Chalatenango, El Salvador; 24 de octubre de 2001) es un futbolista salvadoreño. Juega de delantero y su equipo actual es la Alianza Fútbol Club de la Liga Mayor de Fútbol de El Salvador. Es internacional absoluto por la selección de El Salvador desde 2023.

## Trayectoria
Formado en las inferiores del AD Chalatenango, club de su ciudad natal, Menjívar fue promovido al primer equipo en la temporada 2019-20.

## Selección nacional
Debutó por la selección de El Salvador el 22 de marzo de 2023 ante Honduras por un amistoso.
Fue citado a la Copa de Oro de la Concacaf 2023.

### Participaciones internacionales
| Evento                          | Sede                    | Resultado      | Partidos | Goles |
| ------------------------------- | ----------------------- | -------------- | -------- | ----- |
| Copa de Oro de la Concacaf 2023 | Estados Unidos · Canadá | Fase de grupos | 3        | 0     |

## Estadísticas
Actualizado al último partido disputado el 25 de mayo de 2025.
| Club                                            | Div.          | Temporada     | Liga  | Liga  | Copas nacionales | Copas nacionales | Copas internacionales | Copas internacionales | Total | Total |
| Club                                            | Div.          | Temporada     | Part. | Goles | Part.            | Goles            | Part.                 | Goles                 | Part. | Goles |
| ----------------------------------------------- | ------------- | ------------- | ----- | ----- | ---------------- | ---------------- | --------------------- | --------------------- | ----- | ----- |
| Asociación Deportiva Chalatenango · El Salvador | 1.ª           | 2019-20       | 1     | 0     | —                | —                | —                     | —                     | 1     | 0     |
| Asociación Deportiva Chalatenango · El Salvador | 1.ª           | 2020-21       | 13    | 0     | —                | —                | —                     | —                     | 13    | 0     |
| Asociación Deportiva Chalatenango · El Salvador | 1.ª           | 2021-22       | 40    | 2     | —                | —                | —                     | —                     | 40    | 2     |
| Asociación Deportiva Chalatenango · El Salvador | 1.ª           | 2022-23       | 32    | 5     | —                | —                | —                     | —                     | 32    | 5     |
| Asociación Deportiva Chalatenango · El Salvador | Total club    | Total club    | 86    | 7     | 0                | 0                | 0                     | 0                     | 86    | 7     |
| Liga Deportiva Alajuelense · Costa Rica         | 1.ª           | 2023          | 6     | 0     | —                | —                | 1                     | 0                     | 7     | 0     |
| Liga Deportiva Alajuelense · Costa Rica         | Total club    | Total club    | 6     | 0     | 0                | 0                | 1                     | 0                     | 7     | 0     |
| Alianza Fútbol Club · El Salvador               | 1.ª           | 2024          | 23    | 2     | —                | —                | —                     | —                     | 23    | 2     |
| Alianza Fútbol Club · El Salvador               | 1.ª           | 2024-25       | 39    | 8     | —                | —                | 3                     | 0                     | 42    | 8     |
| Alianza Fútbol Club · El Salvador               | 1.ª           | 2025-26       | —     | —     | —                | —                | —                     | —                     | —     | —     |
| Alianza Fútbol Club · El Salvador               | Total club    | Total club    | 62    | 10    | 0                | 0                | 3                     | 0                     | 65    | 10    |
| Alianza Fútbol Club · El Salvador               | Total carrera | Total carrera | 154   | 17    | 0                | 0                | 4                     | 0                     | 158   | 17    |

### Selección nacional
| Selección                                      | Año                 | Partidos | Goles |
| ---------------------------------------------- | ------------------- | -------- | ----- |
| El Salvador                                    |                     |          |       |
| 2023                                           | 10                  | 0        |       |
| 2024                                           | 6                   | 0        |       |
| Total en su carrera                            | Total en su carrera | 16       | 0     |
| Estadísticas hasta el 18 de noviembre de 2024. |                     |          |       |

## Palmarés

### Títulos nacionales
| Título                       | Club              | País       | Año  |
| ---------------------------- | ----------------- | ---------- | ---- |
| Torneo de Copa de Costa Rica | L. D. Alajuelense | Costa Rica | 2023 |

### Títulos internacionales
| Título                           | Equipo            | Sede     | Año  |
| -------------------------------- | ----------------- | -------- | ---- |
| Copa Centroamericana de Concacaf | L. D. Alajuelense | Concacaf | 2023 |